# Persone di nome Silvio/Calciatori
| Questa pagina contiene informazioni ricavate automaticamente dalle voci biografiche con l'ausilio del template Bio e di un bot. L'aggiornamento è periodico e automatico e ricostruisce completamente la pagina. Se manca una persona in questa lista, sei pregato di non aggiungerla, ma accertati piuttosto che la sua voce biografica contenga il template Bio e che i dati anagrafici siano correttamente compilati. Se il template Bio manca, inseriscilo tu stesso o, in alternativa, metti l'avviso {{tmp\|Bio}} che ne segnala la mancanza. Se i dati riportati sono sbagliati, correggi direttamente la voce biografica; le modifiche saranno visibili in questa lista entro pochi giorni. Per chiarimenti vedi il progetto antroponimi. La lista contiene solo le 65 persone che sono citate nell'enciclopedia e per le quali è stato implementato correttamente il template Bio. Pagina aggiornata al 6 ago 2025. |

Questa è una lista di persone presenti nell'enciclopedia che hanno il nome Silvio e sono calciatori.

## A(3)
- Silvio Aquino, ex calciatore salvadoregno (n. 1949)
- Silvio Arrighini, calciatore italiano (Milano, n. 1924 - Padova, † 1966)
- Silvio Avilés, ex calciatore nicaraguense (Jinotepe, n. 1980)

## B(7)
- Silvio Bandini, calciatore italiano (Courù, n. 1913 - Roma, † 2000)
- Silvio Piero Bertollo, calciatore e imprenditore italiano (Genova, n. 1878 - Buenos Aires, † 1966)
- Silvio Bompani, calciatore italiano (Modena, n. 1900 - Romano Canavese, † 1975)
- Silvio Bonino, calciatore argentino (Leones, n. 1913)
- Silvio Luiz Borba da Silva, ex calciatore brasiliano (Crateús, n. 1971)
- Silvio Briard, calciatore italiano (Padova, n. 1924 - † 2017)
- Silvio Brioschi, calciatore e allenatore di calcio italiano (Muggiò, n. 1910)

## C(2)
- Silvio Camilleri, ex calciatore maltese (n. 1968)
- Silvio Cavrić, ex calciatore croato (Sisak, n. 1985)

## D(5)
- Silvio Dal Corso, calciatore italiano (Solzago, n. 1898)
- Silvio De Nicolai, calciatore italiano (n. 1897 - Pietra Ligure, † 1962)
- Silvio Dellagiovanna, ex calciatore italiano (Lodi, n. 1968)
- Silvio Demanuele, ex calciatore maltese (n. 1961)
- Silvio Di Gennaro, calciatore e allenatore di calcio italiano (Civitavecchia, n. 1919 - † 1983)

## F(6)
- Silvio Fernández, ex calciatore uruguaiano (Melo, n. 1974)
- Silvio Finotto, calciatore italiano (Balocco, n. 1913 - Biella, † 1980)
- Silvio Formentin, calciatore italiano (Padova, n. 1922 - Padova, † 1990)
- Silvio Francesconi, calciatore e allenatore di calcio italiano (Montignoso, n. 1952 - Massa, † 2021)
- Silvio Franchi, calciatore italiano (Trieste, n. 1932 - Lecco, † 2022)
- Silvio Frigerio, calciatore italiano (Milano, n. 1890 - Milano, † 1957)

## G(8)
- Silvio Gallazzi, calciatore italiano (Galliate, n. 1922)
- Silvio Garay, ex calciatore paraguaiano (Asunción, n. 1973)
- Silvio Vittorio Giampietro, ex calciatore italiano (Torre de' Passeri, n. 1967)
- Silvio Giusti, ex calciatore italiano (Carrara, n. 1968)
- Silvio González, ex calciatore argentino (Guernica, n. 1980)
- Silvio Gori, calciatore italiano (Rosignano Marittimo, n. 1965 - Firenze, † 2001)
- Silvio Goričan, calciatore croato (Zabok, n. 2000)
- Silvio Gutiérrez, ex calciatore ecuadoriano (Cuenca, n. 1993)

## I(1)
- Silvio Violante Iozzia, ex calciatore italiano (Chioggia, n. 1954)

## L(2)
- Silvio Longobucco, calciatore italiano (Scalea, n. 1951 - Scalea, † 2022)
- Silvio López, calciatore uruguaiano (Rivera, n. 2005)

## M(9)
- Silvio Marengo, calciatore, arbitro di calcio e allenatore di calcio italiano (Buenos Aires, n. 1884)
- Silvio Marić, ex calciatore croato (Zagabria, n. 1975)
- Silvio Marini, calciatore italiano (Pola, n. 1912)
- Silvio Alejandro Martínez, calciatore argentino (González Catán, n. 1997)
- Silvio Marzolini, calciatore e allenatore di calcio argentino (Barracas, n. 1940 - Buenos Aires, † 2020)
- Silvio Mazzoli, calciatore italiano (Monfalcone, n. 1912 - Gorizia, † 1984)
- Silvio Meißner, ex calciatore tedesco (Halle, n. 1973)
- Silvio Merkaj, calciatore albanese (Valona, n. 1997)
- Silvio Pedro Miñoso, ex calciatore cubano (Santa Clara, n. 1976)

## N(1)
- Silvio Naldi, calciatore italiano (Castel San Pietro Terme, n. 1921 - Bologna, † 2010)

## O(1)
- Oberdan Orlandi, calciatore italiano (Portomaggiore, n. 1929 - Portomaggiore, † 1995)

## P(6)
- Silvio Parodi Ramos, calciatore e allenatore di calcio paraguaiano (Luque, n. 1931 - † 1989)
- Silvio Pellerani, calciatore italiano (Genova, n. 1887 - Genova, † 1945)
- Silvio Peruzzi, calciatore italiano (Torino, n. 1891)
- Silvio Picci, ex calciatore italiano (Pisa, n. 1965)
- Silvio Pietroboni, calciatore italiano (Milano, n. 1904 - Cologno Monzese, † 1987)
- Silvio Piola, calciatore e allenatore di calcio italiano (Robbio, n. 1913 - Gattinara, † 1996)

## R(5)
- Silvio Raso, calciatore italiano (Vercelli, n. 1893 - Como, † 1931)
- Silvio Rispoli, calciatore italiano (San Severo, n. 1920 - Torremaggiore, † 2007)
- Silvio Romano, calciatore italiano
- Silvio Romero, calciatore argentino (Córdoba, n. 1988)
- Silvio Ruberti, calciatore italiano (Verona, n. 1892)

## S(6)
- Andrés Samurio, calciatore uruguaiano (Tacuarembó, n. 1996)
- Silvio Semintendi, calciatore italiano
- Silvio Sgrafetto, ex calciatore italiano (Desio, n. 1943)
- Silvio Smersy, calciatore italiano (Milano, n. 1933 - Parma, † 2001)
- Silvio Spann, calciatore trinidadiano (Couva, n. 1981)
- Silvio Suárez, ex calciatore paraguaiano (Itacurubí del Rosario, n. 1969)

## T(1)
- Silvio Torales, calciatore paraguaiano (Asunción, n. 1991)

## Z(2)
- Silvio Zanon, ex calciatore italiano (Villafranca di Verona, n. 1944)
- Silvio Zogaj, calciatore albanese (Lezhë, n. 1997)